# توکای کوموری
توکای کوموری (نام علمی: Turdus bewsheri) گونه‌ای از پرندگان تیرهٔ توکایان (Turdidae) است که در جزایر کومور در جنوب غربی اقیانوس هند یافت می‌شود.